# Pélé (wyspa)
Pélé – wyspa wulkaniczna położona około 18 kilometrów na północ od wyspy Efate w prowincji Shefa w Vanuatu. Jej całkowita powierzchnia wynosi 2,7 kilometrów kwadratowych. Wyspę zamieszkuje około 200-220 osób, które mieszkają w czterech wioskach: Worsiviu, Worearu, Piliura i Launamoa.
Wyspa Pélé jest częścią morskiego obszaru chronionego MPA Nguna-Pele, który powstał w 2003 roku i jest także popularnym miejscem do nurkowania w Vanuatu. Obszar chroniony Nguna-Pele obejmuje obszar o łącznej powierzchni 11,5 kilometrów kwadratowych obejmując liczne rafy, pokłady traw morskich, lasy namorzynowe i laguny.
Na wyspie działa Agencja Ochrony Morskiej Nguna-Pele, która swoją siedzibę ma we wsi Piliura, zajmuje się ona organizacją wystaw i sprzedażą pamiątek. Dochody z turystyki są dystrybuowane przez lokalną organizację turystyczną i są przeznaczone na wsparcie lokalnych przedsięwzięć takich jak np. zaopatrzenia społeczności w wodę.
Znaczna część brzegu wyspy jest stroma, a skały uniemożliwiają spacerowanie wzdłuż wybrzeża. Białe piaszczyste plaże znajdują się w Piliura, Worearu i Laonamoa. Przeludnienie doprowadziło w ostatnich czasach do migracji z wiosek wyspy Pele do południowej Nguny.